# Jan Middendorp
Jan Middendorp (Amsterdam, 26 december 1975) is een Nederlands voormalig politicus namens de Volkspartij voor Vrijheid en Democratie (VVD). Van 23 maart 2017 tot 31 maart 2021 was hij lid van de Tweede Kamer.

## Biografie
Middendorp groeide op in Amsterdam en Oost-Groningen. Hij studeerde Geologie aan de Vrije Universiteit en daarna ook Economie aan de Universiteit van Amsterdam. Zijn vader was voorzitter van studentenvereniging ASVA tijdens de bezetting van het Maagdenhuis in 1969.
Na zijn studie werkte Middendorp 15 jaar als bankier bij o.a. Rothschild en ABN AMRO waarvan zeven jaar in India en Engeland.
Vanaf 23 maart 2017 was Middendorp lid van de Tweede Kamer namens de VVD. Middendorp voerde als lid van de Vaste commissie voor Binnenlandse Zaken en Koninkrijksrelaties onder andere het woord over Digitalisering en Overheid & informatiesamenleving. Daarnaast was hij ondervoorzitter van de Vaste commissie voor Infrastructuur en Waterstaat en lid van de Tijdelijke commissie Digitale toekomst.
Als Kamerlid lanceerde Middendorp in 2018 het "5 Puntenplan voor een Digitale Overheid die Werkt" en in 2019 de initiatiefnota "Menselijke Grip op Algoritme". Ook lanceerde hij een plan om 17 miljoen Nederlanders online een identiteit te geven. Tevens publiceerde Middendorp als Kamerlid over de balans tussen overheid, markt en algoritmen, de digitale weerbaarheid van de Nederlandse verkiezingen en andere onderwerpen met betrekking tot digitalisering en innovatie.
Middendorp was in het verleden betrokken bij de PvdA-beweging Niet Nix.
Middendorp werd in januari 2021 verkozen tot IT-politicus van het jaar 2020 in een verkiezing die was georganiseerd door AG Connect, een vakplatform voor IT’ers in Nederland.
Op 30 maart 2021 nam hij afscheid van de Tweede Kamer.